# Франкфорт (Індіана)
Франкфорт (англ. Frankfort) — місто (англ. city) в США, в окрузі Клінтон штату Індіана. Населення — 16 715 осіб (2020).

## Географія
Франкфорт розташований за координатами 40°16′47″ пн. ш. 86°30′39″ зх. д. / 40.27972° пн. ш. 86.51083° зх. д. (40.279679, -86.510779).  За даними Бюро перепису населення США в 2010 році місто мало площу 16,35 км², уся площа — суходіл. В 2017 році площа становила 19,20 км², уся площа — суходіл.

## Демографія
Згідно з переписом 2010 року, у місті мешкали 16 422 особи в 5835 домогосподарствах у складі 3972 родин. Густота населення становила 1005 осіб/км².  Було 6551 помешкання (401/км²).
Расовий склад населення:
| - 83,9 % — білих - 0,6 % — чорних або афроамериканців - 0,3 % — корінних американців - 0,2 % — азіатів - 13,1 % — осіб інших рас |

До двох чи більше рас належало 1,8 %. Частка іспаномовних становила 25,0 % від усіх жителів.
За віковим діапазоном населення розподілялося таким чином: 28,2 % — особи молодші 18 років, 58,0 % — особи у віці 18—64 років, 13,8 % — особи у віці 65 років та старші. Медіана віку мешканця становила 33,5 року. На 100 осіб жіночої статі у місті припадало 97,1 чоловіків;  на 100 жінок у віці від 18 років та старших — 92,8 чоловіків також старших 18 років.
Середній дохід на одне домашнє господарство  становив 50 732 долари США (медіана — 38 801), а середній дохід на одну сім'ю — 57 821 долар (медіана — 48 741). Медіана доходів становила 35 383 долари для чоловіків та 25 849 доларів для жінок. За межею бідності перебувало 17,1 % осіб, у тому числі 23,4 % дітей у віці до 18 років та 7,8 % осіб у віці 65 років та старших.
Цивільне працевлаштоване населення становило 7237 осіб. Основні галузі зайнятості: виробництво — 34,6 %, освіта, охорона здоров'я та соціальна допомога — 16,4 %, роздрібна торгівля — 9,6 %, будівництво — 6,2 %.